# Battering Ram (альбом Iron Savior)
Battering Ram (с англ. — «Таран») — пятый студийный альбом немецкой пауэр-метал-группы Iron Savior, выпущенный 18 июня 2004 года. В диск вошли двенадцать новых песен, среди которых нет ни одной кавер-версии. Это первый неконцептуальный альбом группы.

## Стиль, отзывы критиков
Алекс Хендерсон, критик сайта Allmusic.com, поставил альбому оценку в три с половиной балла из пяти возможных. В своей рецензии он указал, что группа продолжает играть в том же стиле, который был для неё характерен на протяжении всех 1990-х, основываясь на традициях классического хэви-метала, поэтому диск, безусловно, предсказуем и не претендует на оригинальность. Тем не менее, он в полной мере раскрывает музыкальные таланты участников группы и способен порадовать тех поклонников метал-музыки, для которых коллективы 1970-х и 1980-х годов являются эталонами звучания.

## Список композиций
| №   | Название                 | Автор(ы)                 | Длительность |
| --- | ------------------------ | ------------------------ | ------------ |
| 1.  | «Battering Ram»          | Пит Силк                 | 4:49         |
| 2.  | «Stand Against the King» | Пит Силк, Йоахим Кестнер | 5:00         |
| 3.  | «Tyranny of Steel»       | Пит Силк, Йоахим Кестнер | 4:27         |
| 4.  | «Time Will Tell»         | Пит Силк                 | 4:11         |
| 5.  | «Wings of Deliverance»   | Пит Силк                 | 4:47         |
| 6.  | «Break the Curse»        | Пит Силк                 | 4:00         |
| 7.  | «Riding Free»            | Пит Силк                 | 5:15         |
| 8.  | «Starchaser»             | Пит Силк, Йоахим Кестнер | 4:27         |
| 9.  | «Machine World»          | Пит Силк                 | 6:31         |
| 10. | «H.M. Powered Man»       | Пит Силк                 | 4:20         |

| №   | Название   | Автор(ы) | Длительность |
| --- | ---------- | -------- | ------------ |
| 11. | «The Call» | Пит Силк | 6:14         |

| №                   | Название                 | Автор(ы)            | Длительность |
| ------------------- | ------------------------ | ------------------- | ------------ |
| 11.                 | «Living on a Fault Line» | Пит Силк            | 5:52         |
| Общая длительность: | Общая длительность:      | Общая длительность: | 59:53        |

## Участники записи

### Iron Savior
- Пит Силк — вокал, гитара, бэк-вокал
- Йоахим Кестнер — гитара, бэк-вокал
- Йенц Леонхард — бас, бэк-вокал
- Томас Нак — ударные, бэк-вокал

### Дополнительные музыканты
- Мартин Кристиан (группа Paragon) — гитарное соло в песне «Wings of Deliverance»

### Производство
- Пит Силк — музыкальный продюсер, звукорежиссёр, сведение, мастеринг
- Марко Якоби — дизайн обложки
- Мариса Якоби — графический дизайн
- Олле Карлссон — фотографии